# Dahu

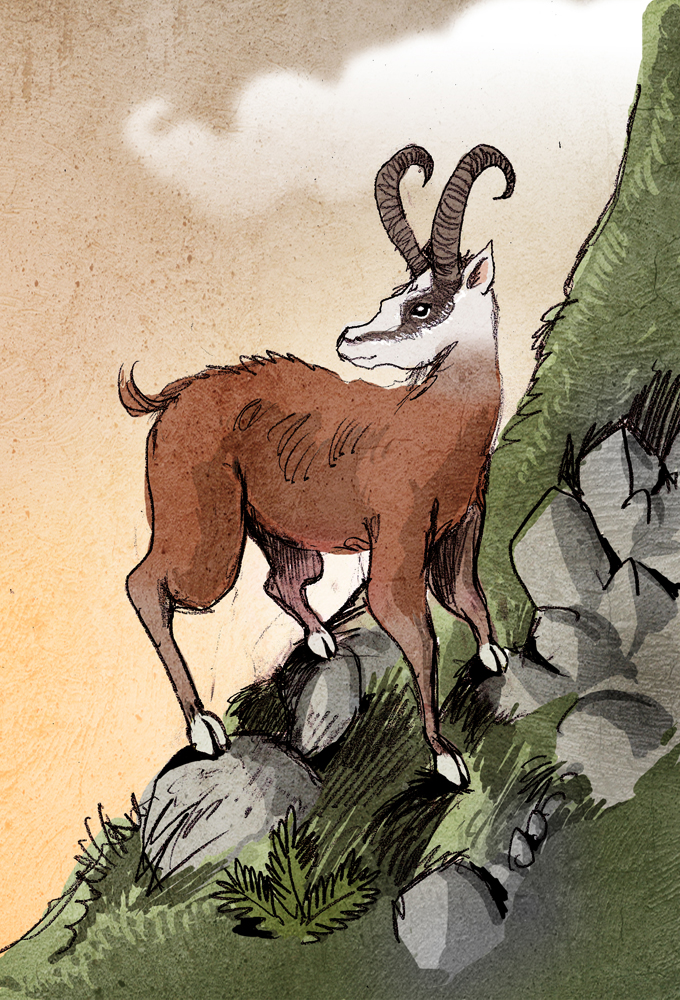
Una fantasiosa interpretazione del dahu, in realtà le interpretazioni del suo aspetto "animalesco" differiscono così tanto da potersi addirittura contraddire

Il dahu (AFI: [daˈy]) è un animale leggendario molto conosciuto dalle popolazioni delle aree montane europee, dai Pirenei alle Alpi. Vista la sua presenza in varie culture ed epoche è spesso citato anche come dahut, daru, darou, dairi ecc. Il suo nome scientifico è Dahucapra rupidahu o Ascentus lateralis

## Descrizione
Sarebbe un mammifero quadrupede caratterizzato dall'avere le gambe asimmetriche, quelle di destra più lunghe di quelle sinistre (o viceversa), per muoversi meglio sui ripidi pendii montani.
Nel primo caso, si parlerebbe di Dahu levogiro, mentre nel secondo caso di dahu destrogiro, in quanto, a causa di questa sua caratteristica fisica sarebbe stato costretto a girare sempre attorno alla montagna nello stesso verso. I dahu destrogiri avrebbero camminato in senso orario, mentre i Dahu levogiri avrebbero camminato in senso antiorario.Secondo altre tradizioni, le zampe più corte sarebbero quelle anteriori, per favorire la salita.
Si narra dell'esistenza di un sistema molto facile ed efficace per catturarlo: occorre essere in due, uno che lo sorprende alle spalle per spaventarlo, e l'altro che lo cattura "al volo" quando l'animale,trovandosi improvvisamente con le zampe più corte sul lato a valle, cade verso il precipizio. Pare che la cattura del Dahu dia frutti migliori se compiuta in compagnia di una ragazza.
La riproduzione del Dahu avviene principalmente negli ambienti di ritrovo oggi frequentati in massa da alpinisti, amanti della montagna, cacciatori e naturalisti, i quali luoghi avrebbero dato vita alle varie forme di dahu (levogiri, destrogiri e con le zampe anteriori molto più corte). Era comunque riconosciuto che il Dahu si riproduce deponendo uova, caratteristica che tra i mammiferi si riscontra, in realtà, solo tra alcune specie di monotremi australiani.
Le caratteristiche dei cuccioli però sono a noi sconosciute visto che fino all'età di 15 anni di vita sarebbero rimasti all'interno del marsupio materno, finché non avessero acquisito una voglia irrefrenabile di riprodursi che avrebbe spinto loro ad avventurarsi nel mondo esterno.
I figli dei dahu destrogiri sarebbero stati inevitabilmente sinistrogiri e viceversa ed è per questo motivo che una volta lasciato il marsupio materno i piccoli si sarebbero avviati dal lato opposto della madre, molti in quel momento sarebbero andati per la loro strada mentre altri non sentendosi pronti ad avventurarsi nel mondo esterno si sarebbero girati per cercare di tornare dalla genitrice ma avrebbero finito inevitabilmente col cadere a valle (altra causa per cui questo animale si sarebbe estinto).
È risaputo che i dahu non avrebbero avuto distinzioni sessuali tra maschi e femmine ed è per questo motivo che spesso coppie di dahu appartenuti allo stesso sesso dopo anni di coppia fissa avrebbero cercato di avere cuccioli ma purtroppo invano (ennesima causa che avrebbe portato alla loro estinzione).
La dieta alimentare dei dahu è costituita principalmente da vegetali vari con una predilezione per le bacche di ginepro tipiche delle zone alpine.
Nel 2003, la Supinfocom ha prodotto un documentario-cortometraggio di circa 7 minuti sul dahu, con videoriprese effettuate parzialmente dal vivo. Lo stesso anno si è aggiudicato il primo premio alla decima edizione del festival del cortometraggio di Villeurbanne e col primo premio di Annecy nel 2004.

## Il Dahu nelle Alpi
La tradizione popolare afferma che l'animale sarebbe diffuso nelle Alpi Marittime, Cozie, Graie, Pennine e in Borgogna.
Alcune leggende ne descrivono la presenza sul monte San Bartolomeo o sul monte Baldo, tra Lombardia, Veneto e Provincia di Trento. Nel 2010 si sarebbero manifestate tracce del Dahu nelle Prealpi biellesi, in particolare in Valle Sessera, con avvistamenti che hanno risvegliato nuovamente l'interesse verso questo animale della popolazione locale.
Il Dahu è stato scelto come simbolo dei Campionati del mondo di mountain bike 2005 di Livigno e come mascotte dell'Universiade invernale 2007 di Torino. Tuttavia in quei contesti è stato rappresentato secondo la tradizione che prevede le zampe anteriori più corte delle posteriori ed in posizione eretta.
Nel Forte di Bard in Valle d'Aosta,  il Museo delle Alpi dedica all'animale uno spazio espositivo . In tale spazio viene presentato un esemplare impagliato che, viene esplicitamente detto, è stato ottenuto dal montaggio di parti provenienti da animali diversi.